# RMS Ascania (1911)
RMS Ascania — британский лайнер, судоходной компании Кунард Лайн. Был построен в 1880 году, для компании Thomson Line. В 1907 году, был продан компании Кунард Лайн. Судно является Королевским почтовым пароходом. Некоторое время использовалось как грузовое судно. Лайнер мог вместить более 1000 человек. Подразделялся на 1, 2 и 3 класс. Потерпел крушение в июне 1918 года в 20 морских милях к востоку от мыса Кейп-Рейс (Ньюфаундленд).

## Военная служба
У лайнера не было военной службы[уточнить]. Он всю войну работал как пассажирское судно, вплоть до своей гибели в 1918 году.

## Гибель
13 июня 1918 года, лайнер Аскания отправился в свой очередной рейс по линии Ливерпуль — Монреаль. Через некоторое время, он налетел на рифы и вскоре затонул. Экипаж (8 человек) и 191 пассажир были спасены патрульным судном береговой охраны.